# 施泰因胡德梅爾巴赫河

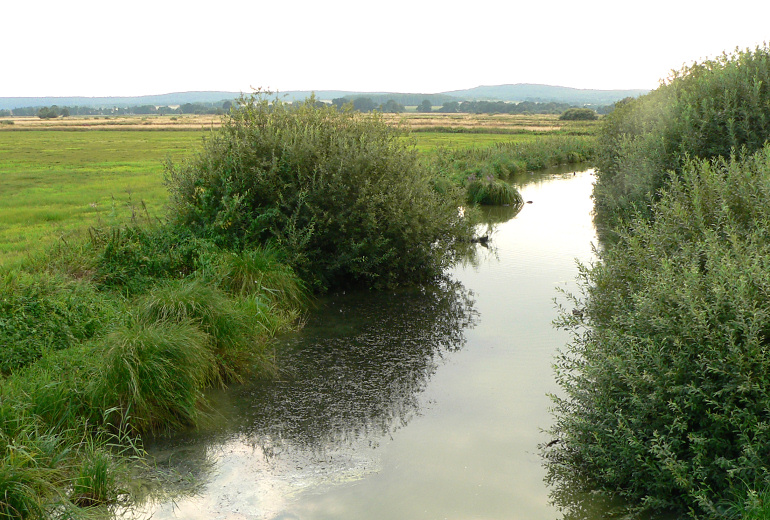
施泰因胡德梅爾巴赫河

52°38′10.5″N 9°12′16″E / 52.636250°N 9.20444°E
施泰因胡德梅爾巴赫河（德語：Steinhuder Meerbach），是德國的河流，位於該國西北部，由下薩克森州負責管轄，屬於威悉河的右支流，河道全長29公里，流域面積356平方公里，發源自施泰因胡德湖，河口處在威悉河畔寧堡附近。